# 塔拉波托

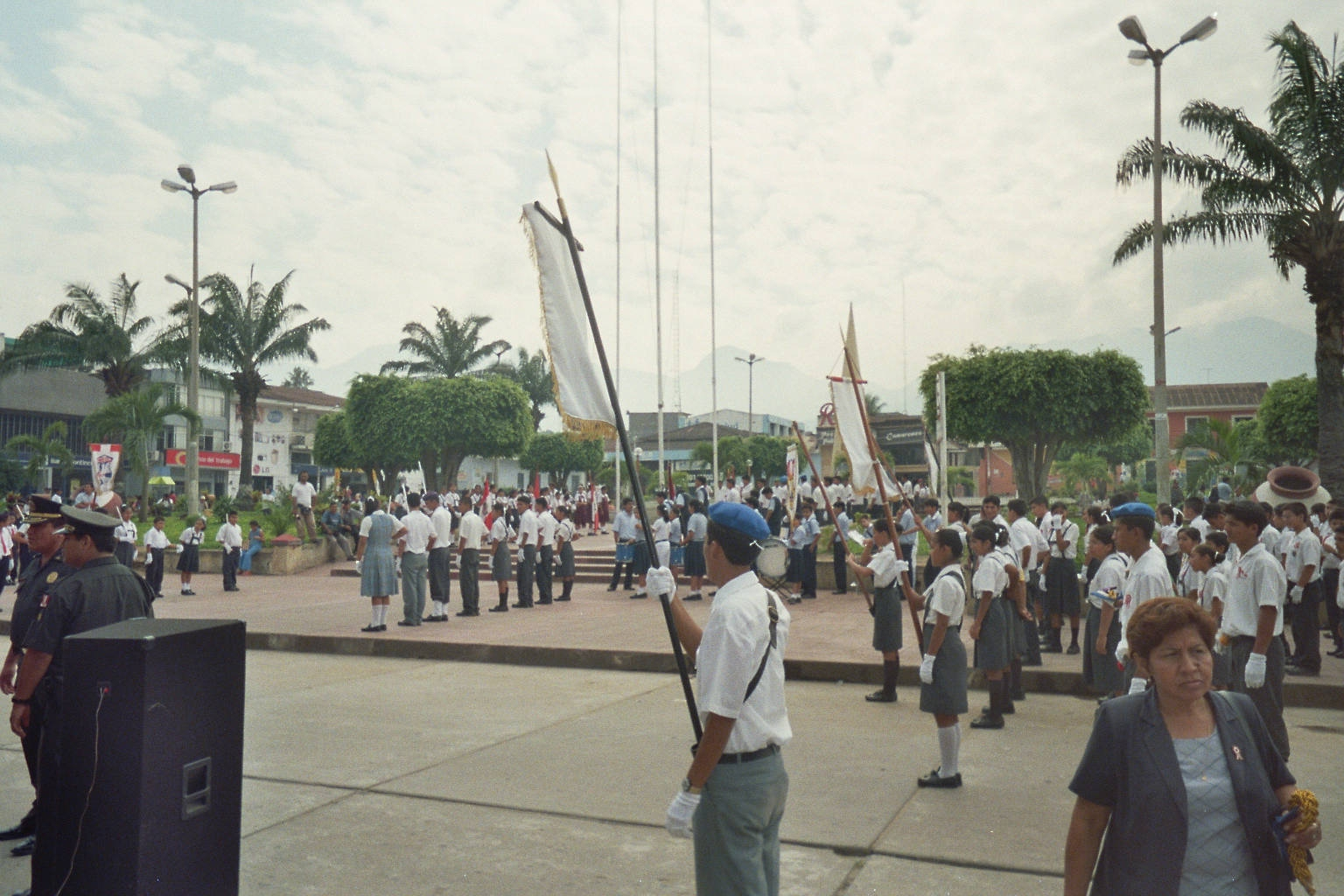

塔拉波托是秘魯的城市，位於該國北部，由聖馬丁大區負責管轄，始建於1782年，海拔高度356米，受熱帶氣候影響，是主要的交通樞紐，2005年人口108,042。

## 外部連結
- Tarapoto.com
- Tarapotolife.com （页面存档备份，存于）

6°29′S 76°22′W / 6.483°S 76.367°W